# James Sloyan
James Joseph Sloyan (Indianapolis, 24 februari 1940), is een Amerikaanse acteur. 

## Biografie
Sloyan is geboren in Indianapolis, op jonge leeftijd verhuisde hij met zijn familie naar Europa. Hij heeft gewoond in Rome, Capri, Milaan, Zwitserland en Ierland. Op zeventienjarige leeftijd kwam hij terug naar Amerika en ging in New York wonen. Daar ging hij een theater leiden. Hij ontving een beurs om te studeren aan het American Academy of Dramatic Arts. Na twee jaar ging hij werken voor Joseph Papp op het New York Shakespeare Festival. Sloyan moest in 1962 zijn dienstplicht vervullen, en na vier jaar keerde hij terug naar het New York Shakespeare Festival en speelde daar in achtentwintig stukken en was daar ook de choreograaf voor al de vechtscènes op de planken. Sloyan speelde ook in het originele theaterstuk One Flew Over the Cuckoo's Nest op Broadway.
Sloyan begon in 1970 met acteren voor tv in de film The Traveling Excutioner hierna heeft hij nog meerdere rollen gespeeld in televisieseries en films zoals Buck Rogers (1979), Xanadu (1980), Oh Madeline (1983-1984), The Love Boat (1986), Matlock (1988), Murder, She Wrote (1990-1991), Dr. Quinn, Medicine Woman (1995-1996) en Party of Five (1995-1997).
Sloyan is getrouwd en heeft hieruit twee kinderen. 
Sloyan was van 1989 t/m 2009 de voice-over voor alle commercials voor Lexus tot hij vervangen werd door James Remar. Hierna werd hij gevraagd door Mitsubishi om voor hen voice- over werk te doen, wat hij accepteerde.

## Filmografie

### Films
Selectie:
- 1980 Xanadu – als Simpson
- 1973 The Sting – als Mottola

### Televisieseries
Uitgezonderd eenmalige gastrollen.
- 2000 The Young and the Restless - als Harvey Sakin - 4 afl.
- 1995 – 1997 Party of Five – als Avery Baltus – 4 afl.
- 1994 – 1997 Star Trek: Deep Space Nine – als dr. Mora – 2 afl.
- 1995 – 1996 Dr. Quinn, Medicine Woman – als Hazen – 3 afl.
- 1990 – 1991 Murder, She Wrote – als Robert Butler – 5 afl.
- 1988 Matlock – als Elliot Atkins – 2 afl.
- 1986 Highway to Heaven – als dr. Bryant – 2 afl.
- 1986 The Love Boat – als Greg Peters – 2 afl.
- 1983 – 1984 Oh Madeline – als Charlie Wayne – 19 afl.
- 1979 Buck Rogers – als Barney – 2 afl.
- 1979 Blind Ambition – als Ronal Ziegler – 4 afl.
- 1977 Westside Medical - als dr. Sam Lanagan - 13 afl.
- 1976 Delvecchio - als Hank Foster - 3 afl.
- 1972 The Doctors - als Al Jarrett - 10 afl.

- Biblioteca Nacional de España: XX4953467
- International Standard Name Identifier: 0000 0000 7921 3092
- Library of Congress Control Number: no92028548
- Nationale Bibliotheek van Israël: 987007367313605171
- Nederlandse Thesaurus van Auteursnamen: 074028057
- Virtual International Authority File: 120717620
- WorldCat: E39PBJhxj6jdPGQcbwpVmKwjYP